# Louis Clavel
Pour les articles homonymes, voir Clavel.
Louis Pierre Clavel, né le 24 mars 1895 à Melun et mort le 21 octobre 1975 dans le 14e arrondissement de Paris, est élu en 1922 à la première commission administrative de la Confédération générale du travail unitaire (CGTU). 

## Biographie
(décembre 2009).
Après la Première Guerre mondiale, il est instituteur à Avon.

En 1920, il fait partie du premier syndicat des membres de l'enseignement laïque de Seine-et-Marne.

En 1921, il publie, avec Yvonne Orlianges, la brochure Pour la propagande minoritaire .

En 1922, il s'attache à la constitution d'une Union départementale (UD) CGTU et en devient le secrétaire. Il est élu à la première commission administrative de la CGTU.

En 1927, il est membre du Comité fédéral du PCF.

En 1932, il participe au concours d'abonnement aux Cahiers du Bolchevisme.

En 1935, il est nommé instituteur à Melun.

En 1936, il est élu secrétaire adjoint de l'Union locale de Melun, membre de la Commission administrative de l'UD et secrétaire administratif de cette organisation.

En 1937, il est membre du comité de gestion de la Bourse du travail de Melun. En décembre, il est délégué au IXe congrès du PCF, à Arles.
 
En 1938, en qualité de secrétaire de l'UD, il participe au congrès de la CGT, à Nantes.

En 1940, il est déplacé d'office dans la Nièvre, au Mouroux, sur la commune de Lucenay-lès-Aix.

En 1944, il devient secrétaire général de la section nivernaise du Syndicat national des instituteurs.

En 1950, à la retraite, il se retire à Paris, où il milite au Mouvement de la Paix, dont il devient le président pour le Ve arrondissement.

## Source
Dictionnaire biographique du mouvement ouvrier français, Les Editions de l'Atelier, 1997.